# B.P. Empire
B.P. Empire è il terzo album del gruppo psy-trance Infected Mushroom pubblicato il 14 maggio 2001 da Yoyo Records.

## Il disco
Questo album ha rappresentato un cambiamento nel suono e nello stile degli Infected Mushroom, diventato più cupo, ed ha influenze di musica industriale ed ambientale.

## Tracce
1. Never Ever Land – 7:47
2. Unbalanced (Baby Killer remix) – 7:16
3. Spaniard – 7:38
4. B.P. Empire – 7:26
5. Funchameleon – 6:55
6. Tasty Mushroom – 6:56
7. Noise Maker – 7:39
8. P.G.M. (Prehistoric Goa Mood) – 7:22
9. Dancing with Kadafi – 10:23